# ۱۹۳ (میلادی)
۱۹۳ (میلادی) صد و نود و سومین سال تقویم میلادی است.

## درگذشتگان
- ۲۸ مارس - پرتیناکس، امپراتور روم
- ۱ ژوئن - دیدیوس ژولیانوس، امپراتور روم

‎